# Drepanosauridae
Famille
Les Drepanosauridae (Drépanosauridés) sont une famille fossile de Sauropsides archosauromorphes qui ont vécu pendant le Carnien et le Norien (Trias supérieur), entre 230 et 210 millions d'années. Ils appartiennent au groupe des Prolacertiformes.

## Taxonomie
La famille des Drepanosauridae, créée en 1992 par David S. Berman (de) et Robert R. Reisz (en), tire son nom du genre éponyme Drepanosaurus (classé dans la sous-famille des Megalancosaurinae), qui signifie « lézard faucille », en référence à leurs griffes fortement incurvées.

## Description
Les Drépanosauridés ont des crânes triangulaires distinctifs, qui ressemblent aux crânes des oiseaux. Certains Drépanosauridés, comme Hypuronector, avaient des becs pointus, sans dents, ressemblant à des oiseaux. Cette similitude avec les oiseaux pourrait avoir conduit à la possible mauvaise attribution d'un crâne de Drépanosauridé au « premier oiseau », Protoavis.
Les Drépanosauridés sont également caractérisés par des membres spécialisés et étranges et souvent des queues préhensiles, ce qui serait une adaptation à une vie arboricole.

## Aire géographique
Des fossiles de Drépanosauridés ont été trouvés en Amérique du Nord (Arizona, Nouveau-Mexique, New Jersey, Utah) et en Europe (Angleterre et Italie).

## Liste des sous-familles et genres
Selon Paleobiology Database (3 août 2019) :
- genre Avicranium
- genre Dolabrosaurus
- genre Kyrgyzsaurus
- sous-famille Megalancosaurinae